# Museo di San Marco
Het Museo di San Marco is een nationaal museum in de Italiaanse stad Florence.
Het San Marcoklooster werd in de 13de eeuw gesticht en in 1437 uitgebreid toen dominicaner monniken van het nabijgelegen Fiesole, op uitnodiging van Cosimo de' Medici de Oude, hierheen verhuisden. Deze laatste liet het klooster door Michelozzo herbouwen en uitbreiden. Hier ontstond de eerste openbare bibliotheek in Europa. De Florentijnse geleerden en humanisten konden er de klassieke werken herontdekken.
Nu is het klooster een museum, gewijd aan het werk van Fra Angelico, vroeger monnik en prior van het klooster, maar vooral iemand die herinnerd wordt als begaafd schilder. Hij verbleef er tussen 1436 en 1447. Hij had van Cosimo de opdracht gekregen de eenvoudige kruisgangen en cellen van het nieuwe klooster te decoreren. Zijn schilderijen en fresco's, sinds de jaren 1400 onveranderd gebleven, bieden ons de uitzonderlijke kans zijn werken te zien in de vredige, beschouwelijke omgeving waarvoor ze bestemd waren.
Eigenlijk verdiende elke schilder in de 15de eeuw zijn brood met het uitbeelden van religieuze onderwerpen. Geen enkele schilderde ze evenwel met de diepe overtuiging en het geloof van Fra Angelico. Hij schilderde zijn Bijbelse visioenen in zachte, engelachtige pasteltonen, zo helder en doorschijnend dat ze wel waar moesten zijn. Toch was de vriendelijke broeder artistiek niet wereldvreemd. In zijn techniek vinden we verschillende nieuwigheden terug die zijn tijdgenoten ook toepasten.
Zijn werk was één groot loflied op God. In de kapittelzaal is een indrukwekkende Kruisiging te zien, terwijl Fra Angelico's voornaamste werk, Maria-Boodschap, bewonderd kan worden boven de trap naar de cellen waar de monniken sliepen. Het geldt als een van de beste afbeeldingen van dit onderwerp in de kunst. Alle cellen zijn door Fra Angelico en zijn leerlingen voorzien van fresco's met Bijbelse voorstellingen.
Een bezoek aan San Marco start traditioneel met de Sant'Antonio kruisgang waarvan Fra Angelico de fresco's schilderde die de hoeken sieren. In het daarnaast gelegen pelgrimshospitum zijn twintig werken van Fra Angelico ondergebracht afkomstig uit kerken in Florence. Er is onder meer een Laatste Oordeel van Domenico Ghirlandaio te zien waarbij alle geredden fraai geklede Italianen zijn die elkaar de hand geven en door een engel ten dans worden geleid. Zij mogen in de hemel hun klederen aanhouden terwijl de slechteriken (voornamelijk prinsen en prelaten) worden uitgekleed om hun verdiende folteringen te ondergaan.
Verder zijn er ook de Vijfendertig taferelen uit het leven van Christus. Deze spelen zich af tegen een opvallend kale, bruine Toscaanse achtergrond. Drie taferelen zijn van de hand van Alesso Baldovinetti, een talentrijke leerling van Fran Angelico. De nobele, sierlijke treurende figuren van de Kruisafneming bevinden zich voor een afbeelding van de tempel van Jeruzalem die hier de vorm van een ziggoerat heeft gekregen.
In de kapittelzaal bevindt zich de Kruisiging. Dit fresco ontbeert de sierlijkheid die we van Fra Angelico gewoon zijn. In de refter zien we een Laatste Avondmaal van de meer nuchtere Domenico Ghirlandaio.
Fra Angelico's meesterwerk, de Annunciatie, bevindt zich op de eerste verdieping. Hier toont hij zijn beheersing van het perspectief door Gabriël en Maria in een fraai bewerkte loggia te plaatsen.
De monniken van San Marco beschikten elk over een kleine witte cel met een raam en een fresco. Dit laatste moest hen tot gebed en contemplatie inspireren. Fra Angelico en zijn helpers schilderden er 44. Algemeen wordt aangenomen dat de fresco's van de meester zelf zich langs de buitenmuur (cellen 1 tot 9) bevinden. De Graflegging in cel 2 stelt Maria en enkele apostelen voor, rouwend om de dood van Christus. Op het prachtige allegorische fresco Bespotting van Christus in cel 7 wordt de geblinddoekte Jezus door een Romeinse soldaat geslagen. Ook het tafereel in de grote cel die voor Cosimo de oudere was gereserveerd wanneer hij zich in het klooster terugtrok om geestelijke rust te vinden, zou van Fra Angelico zijn.
In één gang zijn alle cellen beschilderd met taferelen van de kruisiging. Alle fresco's zijn er identiek op de houding van de dominicaan aan de voet van het kruis na. De cel van de prior, aan het einde van de gang, was deze van Girolamo Savonarola toen hij in 1491 prior van San Marco was geworden.
Op de eerste verdieping bevindt zich de bibliotheek, een van Michelozzo's meesterwerken. Ze straalt een wonderbaarlijke serene sfeer uit en vertoont, door de gewelven en de zijbeuken, veel gelijkenis met een kerk. Het overvloedige daglicht door de ramen aan weerszijden moest studie en conversatie stimuleren. Bij de opening in 1444 was het de eerste Europese publieksbibliotheek sinds de oudheid. De collectie bestond uit vierhonderd manuscripten geschonken door Niccolò Niccoli, terwijl de bouw bekostigd was door Cosimo de' Medici. Het vroegere meubilair is verdwenen, maar er worden nog steeds kostbare koorboeken tentoongesteld.

## Voetnoten
1. ↑  Irene Vallejo, Papyrus. Een geschiedenis van de wereld in boeken, 2021, p. 98